# Zangiota-Komplex
Koordinaten: 41° 11′ 48″ N, 69° 9′ 31,5″ O
Zangiota (usbek. für ‚Schwarzer Vater‘; auch Sangi-Ata und Zangiata) ist eine klosterähnliche Anlage, die etwa 8 km Richtung Samarqand vom Zentrum der Hauptstadt Taschkent entfernt in der Viloyat Taschkent liegt. Der inzwischen von einem modernen Wohngebiet umgebene Komplex besteht aus einem Mausoleum, einer Madrasa, einem Minarett, einer Moschee und mehreren Wohngebäuden.

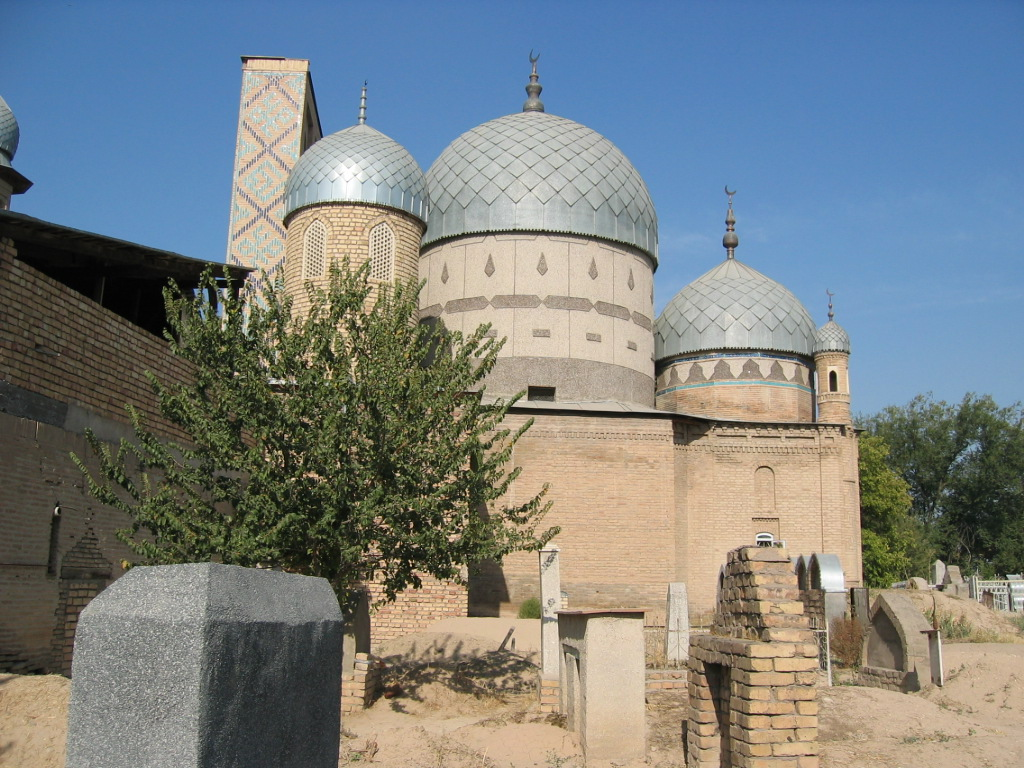
Zangiota-Mausoleum

Das im 14. Jahrhundert gebaute Mausoleum Zangiota bildet das Zentrum des Klosterkomplexes. Es wurde auf Anordnung Timur Lenks für Scheich Ali Hodscha, der den Beinamen Zangi trug, errichtet. Es besteht aus zwei überkuppelten Räumen und beherbergt einen mit Schnitzereien verzierten Grabstein. Der Innenraum war einst mit Mosaiken ausgeschmückt, von denen allerdings nur Fragmente erhalten sind.
Im Jahr 1870 wurde die Namazgoh-Moschee (Namazgoh ist ein Wort aus dem Persischen und bezeichnet einen Gebetsplatz im Freien) gebaut, das Minarett erst 1915. Die Wohngebäude wurden aus gebrannten Ziegeln gebaut und umschließen mit Moschee und Mausoleum einen großen Hof.